# 盖斯兰埃默兰
盖斯兰埃默兰（法語：Guessling-Hémering）是法国摩泽尔省的一个市镇，属于福尔巴克区（Forbach）格罗斯唐屈安县（Grostenquin）。该市镇总面积10.06平方公里，2009年时的人口为913人。

## 人口
盖斯兰埃默兰人口变化图示